# Tulipán Greigův
Tulipán Greigův (Tulipa greigii) je botanický tulipán s hnědými až tmavohnědými tečkami a proužky na zelených lístcích. Pochází ze střední Asie. Tyto nízké tulipány (výška rostliny 15 až 25 cm) jsou houževnaté a silné, hodí se proto nejen do zahrad, ale také jako balkónové rostliny. Vysazují se od září do prosince, špičkou nahoru, zhruba 10 cm pod povrch a jednotlivé cibulky zhruba 10 cm od sebe. Před vysazením se skladují na suchém a chladném místě. Kvetou přibližně v dubnu a květnu.